# 드 토마소 판테라
드 토마소 판테라(이탈리아어: De Tomaso Pantera)는 1971년부터 1992년까지 이탈리아의 스포츠카 생산 회사인 드 토마소에서 생산한 미드십엔진 후륜구동(MR) 스포츠카이다.